# Російська православна армія
Російська православна армія або скорочено РПА (рос. Русская православная армия) – російське сепаратистське воєнізоване угруповання терористів в Україні, яке воювало з українськими силами у війні на Донбасі. Була заснована у 2014 році. Пізніше РПА була ввійшла до складу 5-ї окремої піхотної бригади «Оплот».

## Ідеологія
Символами Російської православної армії є прапор, основою якого використовується прапор Росії з соборним хрестом і зображенням Юрія Змієборця, та Георгіївська стрічка. За задекларованими ідеями в основі ідеології Російської православної армії є неоязичництво, тобто виставлення російських православних обрядів перед християнськими. Російська православна армія своєю метою ставить реалізацію реваншистських ідей, пов'язаних із розпадом СРСР, а особливо з розширенням та захистом Русского мира. Також є російський націоналізм, російський православний екстремізм, українофобія, антикатолицизм, антипротестантизм

## Терор проти українського населення
Російська православна армія від початку свого створення спеціалізувалася на викраданні людей включно з журналістами, священиками, захопленні зброї і будівель, мінуванням, та створенні сепаратиських блок-постів.
Бойовики проявляють нетерпимість до неправославного населення. Так, 8 червня 2014 р. на свято П'ятидесятниці після богослужіння вони увірвались у приміщення церкви християн віри євангельської «Преображення Господнє» і заарештували дияконів Володимира Величка та Віктора Брадарського, а також двох дорослих синів старшого пастора — Рувима і Альберта Павенків. 9 червня християн після тортур стратили.
У 2019 році за вказівкою учасника Російської православної армії Тимченка Артема терористи ДНР намагались здійснити підпал у місті Запоріжжі (6 та 11 січня), Кривому Розі (15 лютого), і знову в місті Запоріжжя (біля каплички біля церкви Св. Івана Богослова РПЦвУ). Організатори, за повідомленнями, які базуються в «ДНР», платили паліям за кожен напад і доручали їм малювати нацистські графіті на стінах будівель РПЦвУ.

## Участь у збройному конфлікті на сході України
За даними журналістського розслідування, що було опубліковане у травні 2014 року, угруповання «Російська православна армія» визнає російського диверсанта і терориста Гіркіна беззаперечним військовим керівником проросійських сил на Донбасі.
У червні 2014 року зафіксовано напади угруповання на українську армію в Амвросіївському районі Донецької області та Маріуполі.
11 червня 2014 року українські десантники затримали одного з ватажків РПА під Амвросіївкою.
У липні 2014 року звинувачена у мародерстві. Згідно заяви управлінь по боротьбі з організованою злочинністю Донецької та Житомирської областей угруповання причетне до пограбувань автозаправних станцій, магазинів та інших підприємств Донецької області.
21 липня 2014 року у боях за Піски підрозділи батальйонів «Донбас» та «Дніпро-2» взяли у полон 4-х бойовиків РПА.

## Стосунки з офіційним православ'ям
Після початку російсько-української війни, у Святогірській лаврі, котра належить до УПЦ МП, переховувались терористи, так званої, Російської православної армії, а ченці лаври були охоронцями Ігоря Гіркіна.
19 червня 2014 архієпископ запорізький та мелітопольський Лука у зверненні до вірян щодо Російської православної армії зазначив, що православна церква ніколи не мала воєнізованих формувань, а благословляла воїнів лише на захист батьківщини, але не на вбивство єдиновірців, у зв'язку з чим заборонив брати участь у подібних до Російської православної армії формуваннях.
У червні 2014 року прес-секретар митрополита Володимира священик Георгій Коваленко заявив, що «Російська православна церква не благословляла „Російську православну армію“ воювати за „російський світ“. Церква засуджує так зване „політичне православ'я“, коли у боротьбі для досягнення земних цілей використовують релігійну риторику та символику».
У листопаді 2014 року заступник голови відділу зовнішніх церковних зв'язків Української Православної Церкви московського патріархату протоієрей Миколай Данилевич заявив, що Російська православна армія не має нічого спільного з православною церквою, та порівняв її з Ісламською державою Іраку та Леванту.
8 травня 2015 року ТСН розмістило матеріал кореспондента Сергія Гальченка, в якому зазначалось, що священники УПЦ МП допомагали бойовикам, а Російська православна церква, фактично, благословила війну на Донбасі, позаяк її парафіяни воюють в Російській православній армії.
В травні 2016 року соціолог, історик, науковий співробітник Центру вивчення Східної Європи при Бременському університеті Микола Митрохін в інтерв'ю інтернет-виданню Risu.ua зазначив, що немає очевидних зв'язків між Російською православною армією та РПЦ.
В травні 2019 року вийшла стаття наукового співробітника Національного інституту політичних досліджень Сергія Здіорука «Московський патріархат як механізм деструкції національної єдності в Україні». В ній вказувалось, що назва «Російська православна армія» свідчить про єдність цього бандитського формування зі структурами РПЦ та її філіалом в Україні — УПЦ МП.

## Втрати
З відкритих джерел відомо про деякі втрати РПА: